# Абаренов, Анатолий Анатольевич
Анато́лий Анато́льевич Абаре́нов (10 июля 1938, Москва — 19 апреля 2021, Таруса, Калужская область, Россия) — советский и российский мультипликатор, художник-иллюстратор.

## Биография
В 1952—1957 годах учился в училище «Памяти 1905 года».

В 1959—1961 годах учился на художественно-мультипликационных курсах при киностудии «Союзмультфильм».

Работал на киностудии до 2000 года, также работал на студиях в Душанбе и Баку.
Скончался 19 апреля 2021 года в Тарусе от коронавируса.

## Фильмография
- 1962 — Небесная история
- 1962 — Случай с художником
- 1964 — Дядя Стёпа — милиционер
- 1964 — Светлячок № 5
- 1964 — Кто виноват
- 1965 — Вовка в Тридевятом царстве
- 1965 — Картина
- 1965 — Медвежонок на дороге
- 1966 — Гордый кораблик
- 1966 — Рай в шалаше
- 1967 — Песня о соколе
- 1968 — Орлёнок
- 1968 — Стеклянная гармоника
- 1969 — Вятская лошадка
- 1969 — Крылья дядюшки Марабу
- 1970 — Синяя птица
- 1970 — Это в наших силах
- 1971 — Золочёные лбы
- 1971 — Калейдоскоп-71: Шкаф
- 1971 — Как мы весну делали
- 1972 — Бабочка
- 1972 — Фаэтон сын солнца
- 1973 — В мире басен
- 1973 — Щелкунчик
- 1973 — Весёлая карусель № 5
- 1974 — Мешок яблок
- 1974 — Молодильные яблоки
- 1975 — Верните Рекса
- 1975 — Как верблюжонок и ослик в школу ходили
- 1975 — Комаров
- 1975 — Мимолётности
- 1975 — Ох и Ах
- 1976 — Дом, который построил Джек
- 1976 — Легенда о старом маяке
- 1976 — Сказка про лень
- 1977 — Не любо — не слушай
- 1977 — Я к вам лечу воспоминаньем…
- 1977 — Весёлая карусель № 9
- 1978 — Чудеса в решете
- 1978 — Легенды перуанских индейцев
- 1978 — Наш друг Пишичитай (выпуск 1)
- 1978 — Пойга и лиса
- 1979 — Волшебное кольцо
- 1979 — Котёнок по имени Гав (выпуск 3)
- 1979 — Наш друг Пишичитай (выпуск 2)
- 1979 — Новый Аладдин
- 1980 — Баба-яга против! (выпуск 3)
- 1980 — На задней парте (выпуск 2)
- 1980 — Наш друг Пишичитай (выпуск 3)
- 1981 — Говорящие руки Траванкора
- 1981 — Дорожная сказка
- 1981 — Мария, Мирабела
- 1981 — Мороз Иванович
- 1981 — Ничуть не страшно
- 1981 — Однажды утром
- 1981 — Так сойдёт!
- 1981 — Тигрёнок на подсолнухе
- 1982 — Жил-был пёс
- 1982 — Последняя охота
- 1982 — Прежде мы были птицами
- 1982 — Мой друг зонтик
- 1983 — Жил у бабушки козёл
- 1984 — Горшочек каши
- 1984 — На задней парте (выпуск 3)
- 1984 — Сказка о царе Салтане
- 1985 — Два билета в Индию
- 1985 — Королевский бутерброд
- 1985 — На задней парте (выпуск 4)
- 1985 — Огуречная лошадка
- 1985 — Про Сидорова Вову
- 1986 — Архангельские новеллы (выпуск первый)
- 1987 — Богатырская каша
- 1987 — Мартынко
- 1987 — Му-му
- 1987 — Школа изящных искусств. Пейзаж с можжевельником
- 1987 — Смех и горе у Бела моря
- 1987 — Поморская быль
- 1987 — Морожены песни
- 1988 — Возвращение блудного попугая (третий выпуск)
- 1988 — Кот и клоун
- 1988 — Кошка, которая гуляла сама по себе
- 1989 — Притча об артисте. Лицедей
- 1990 — Школа изящных искусств. Возвращение
- 1991 — Иванушко
- 1991 — Пипа и генерал-полковник
- 1991 — Mister Пронька
- 1992 — Великая битва слона с китом
- 1992 — Леато и Феофан. Партия в покер/Игра в покер
- 1992 — Чудаки. 5-я нога
- 1993 — Весёлая карусель № 26. Если бросить камень вверх
- 1995 — Лев с седой бородой
- 1995 — Весёлая карусель № 28. Девица Бигелоу, или жевательная история
- 1997 — Долгое путешествие
- 1997 — Загадка сфинкса
- 1998 — Иван и Митрофан в музее
- 1999 — Моби Дик
- 2000 — Весёлая карусель № 32. Чего на свете нету
- 2000 — Новые Бременские